# Verfassungsreferendum in Benin 1990
Das Verfassungsreferendum in Benin 1990 fand am 2. Dezember 1990 statt. Die vorgeschlagene neue Verfassung wurde bei einer Wahlbeteiligung von 63 Prozent von den gut 2.000.0000 Wählern mit überwältigender Mehrheit angenommen. Das Referendum markiert den Beginn der Umwandlung des formal marxistisch-leninistischen Einparteiensystems, das seit der Machtergreifung von Mathieu Kérékou 1972 in Benin herrschte, zu einem Mehrparteiensystem westlichen Zuschnitts. Mit den 1991 folgenden Präsidentschafts- bzw. Parlamentswahlen wurde dieser Übergang vollzogen.
Die Wähler wurden befragt, ob sie der neuen Verfassung zustimmten und wenn ja, ob sie bei Kandidaten für das Amt des Präsidenten eine obere und untere Altersgrenze befürworteten.

## Ergebnisse
| Ankreuzmöglichkeit                 | Stimmen           | %                 | Stimmen   | %      |
| ---------------------------------- | ----------------- | ----------------- | --------- | ------ |
| Ja, mit Altersgrenze               | 926.860           | 73,3 %            | 1.178.924 | 93,2 % |
| Ja, ohne Altersgrenze              | 252.064           | 19,9 %            | 1.178.924 | 93,2 % |
| Nein                               | Nein              | Nein              | 85.717    | 6,8 %  |
| Ungültige Stimmen                  | Ungültige Stimmen | Ungültige Stimmen | 40.229    | –      |
| Total                              | Total             | Total             | 1.304.870 |        |
| Quelle: African Elections Database |                   |                   |           |        |